# Volvo V60
Volvo V60 — компактний універсал середнього класу, що випускається Volvo Cars як споріднений до S60. Автомобіль вперше був випущений восени 2010 року, оновлений у 2014 році, а з 2018 року знаходиться в другому поколінні. Друге покоління V60 було випущено в 2018 році на основі платформи Volvo Scalable Product Architecture. Обидва покоління мають варіант «Cross Country» зі збільшеним кліренсом.

## Перше покоління (Y20; 2010—2018)

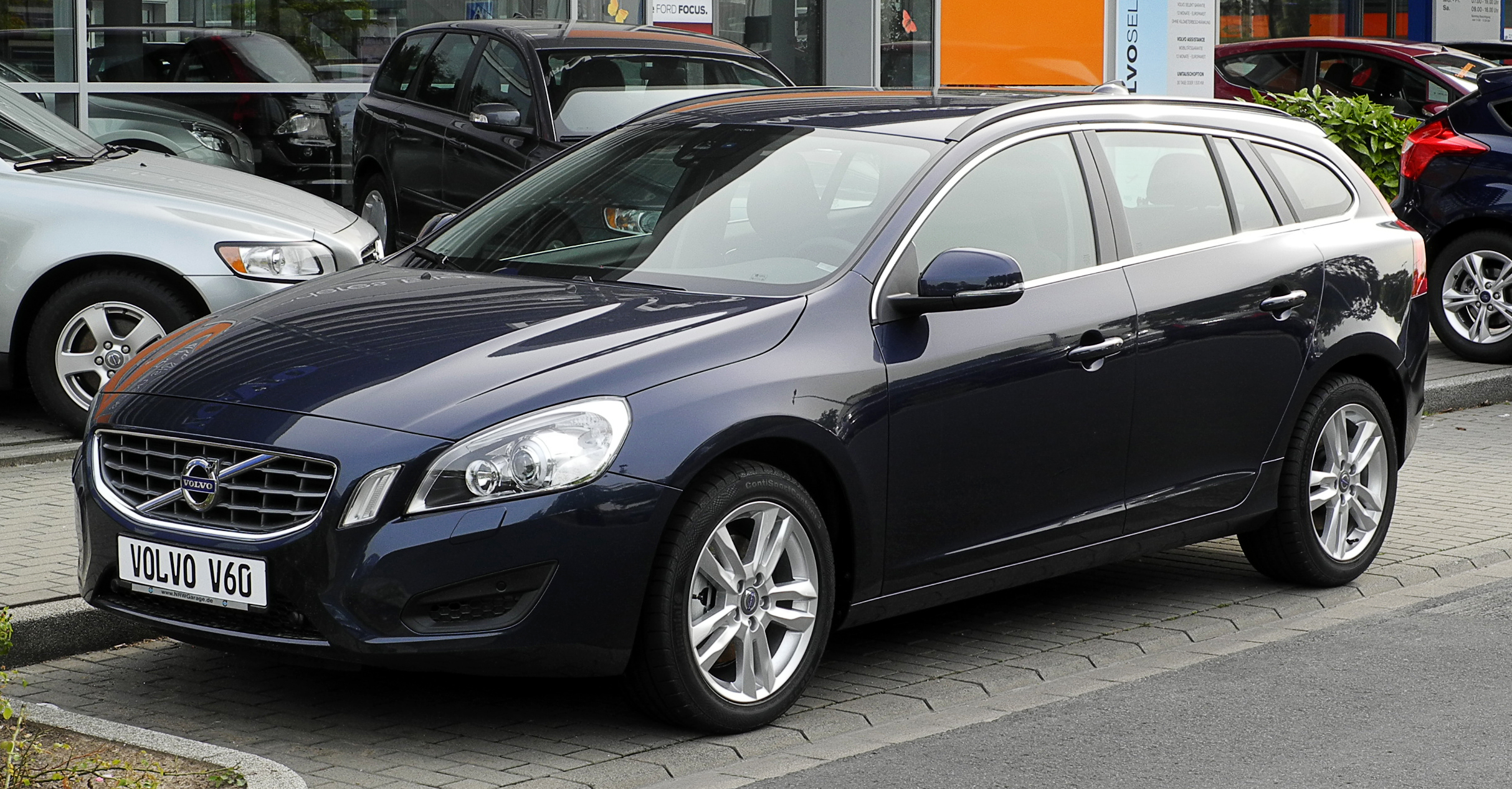
Volvo V60 (2010—2013)

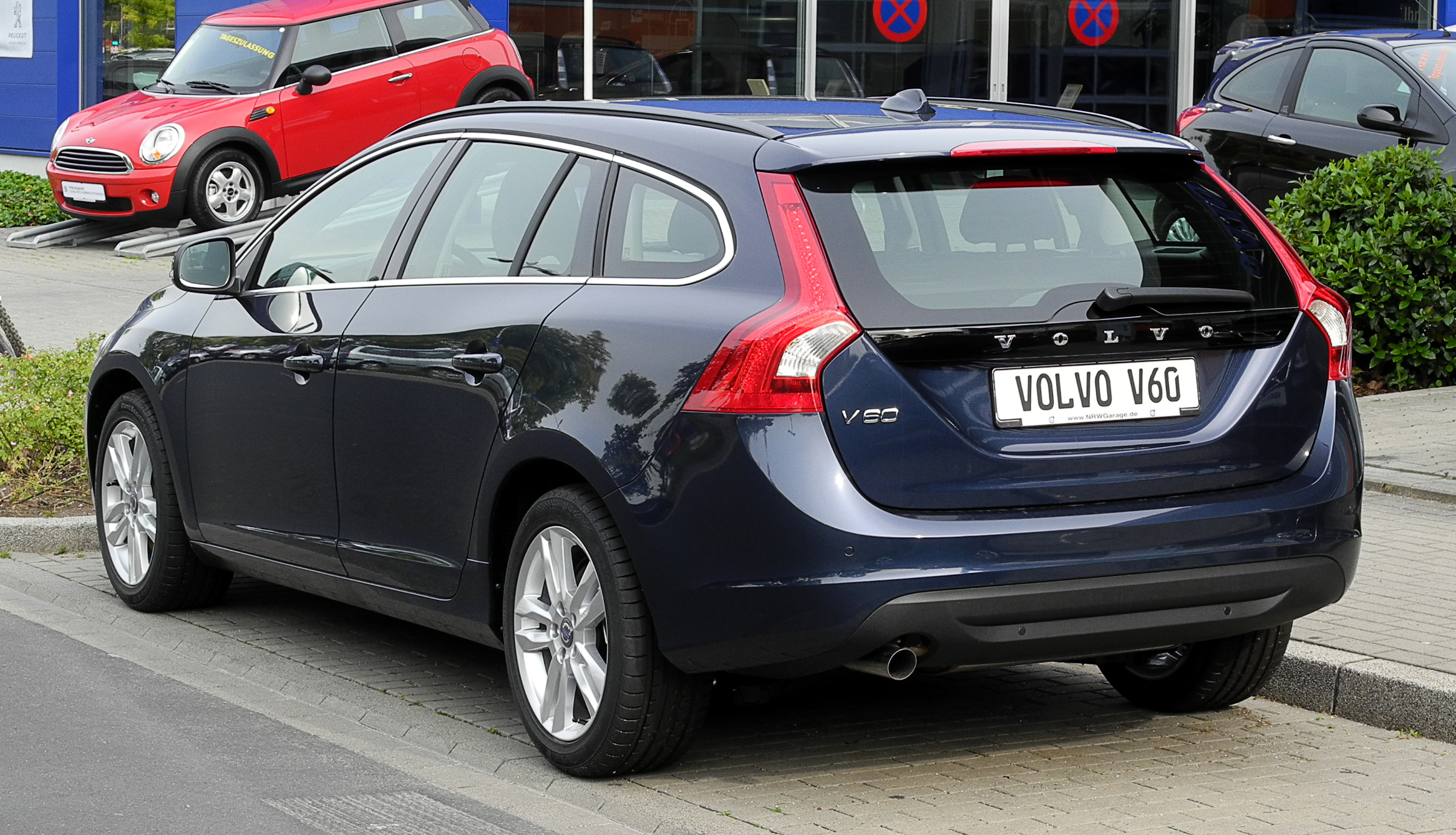
Volvo V60 (2010—2013)

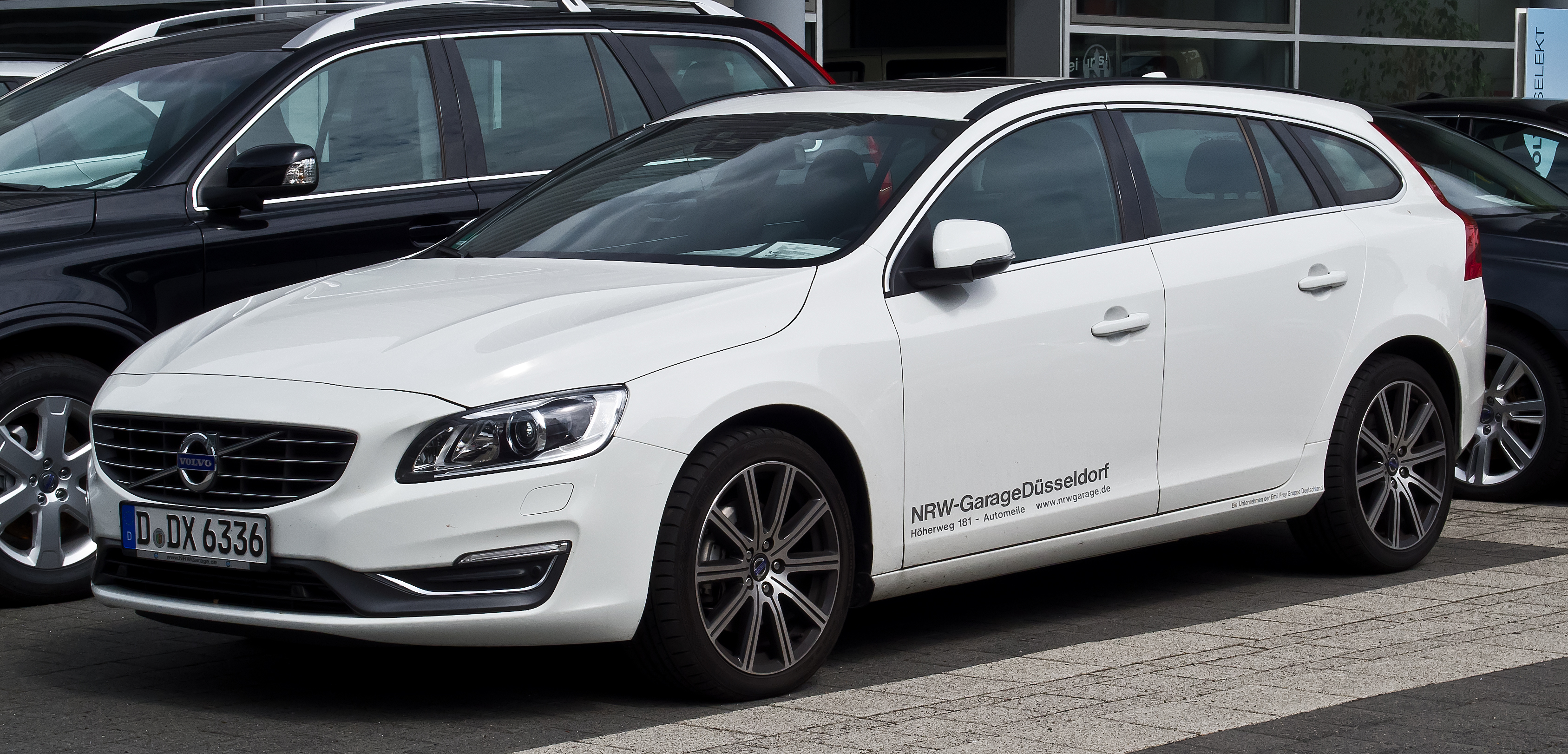
Volvo V60 (2013—2018)

Автомобіль першого покоління був представлений в жовтні 2010 року на Паризькому автосалоні одночасно з моделлю S60 другого покоління. Модельний рік заявлений як 2011. На даний момент випускається рестайлінгова модель. V60 оснащений системою Volvo City Safety, яка також використовується на Volvo XC60 і V40. За це він отримав нагороди Avanced в краш-тесті EuroNCAP.
Автомобіль побудований на платформі Ford EUCD і оснащується одним з чотирьох бензинових і чотирьох дизельних двигунів. З 2010 по 2012 рік система City Safety спрацьовувала на швидкості 30 км/год, а з 2012 року на 50 км/год (якщо зіткнення неминуче). У 2015 році в світі було продано 51 333 нових V60 (без урахування продажів V60 Cross Country). За рік продажі моделі V60 скоротилися на 17,2 % (при загальному зростанні продажів Volvo Cars на 8,0 %). При цьому V60 залишилася третьою найбільш продаваною моделлю Volvo Cars після XC60 і V40.
На автосалоні в Женеві на початку березня 2013 року представлено оновлені Volvo S60 і V60.

### V60 Plug-in Hybrid
У березні 2011 року була показана гібридна версія V60. Дана версія є першою в серії «Plug-in Hybrid» (другий автомобіль — Volvo XC60 Plug-in Hybrid). Volvo V60 Plug-In Hybrid оснащений шестиступінчастою автоматичною коробкою передач. Передні колеса приводяться в рух 5 циліндровим 2,4-літровим дизелем з турбонаддувом D5 потужністю 215 к.с. і з максимальним обертовим моментом 440 Нм. Задній міст забезпечений електричним приводом Erad (Electric Rear Axle Drive — електричний допоміжний задній привід). Електродвигун потужністю 75 к.с. з обертовим моментом 200 Hм живиться від літій-іонного акумулятора ємністю 12 кВт·год.

### V60 Ocean Race Edition
У 2014 Volvo представила V60 з лінійки Ocean Race. Як і інші автомобілі з цієї серії, V60 має інші колісні диски і багато іншого. Volvo V60 Ocean Race має тільки 4 кольори автолаку, стандартним кольором є синій.

### V60 Cross Country

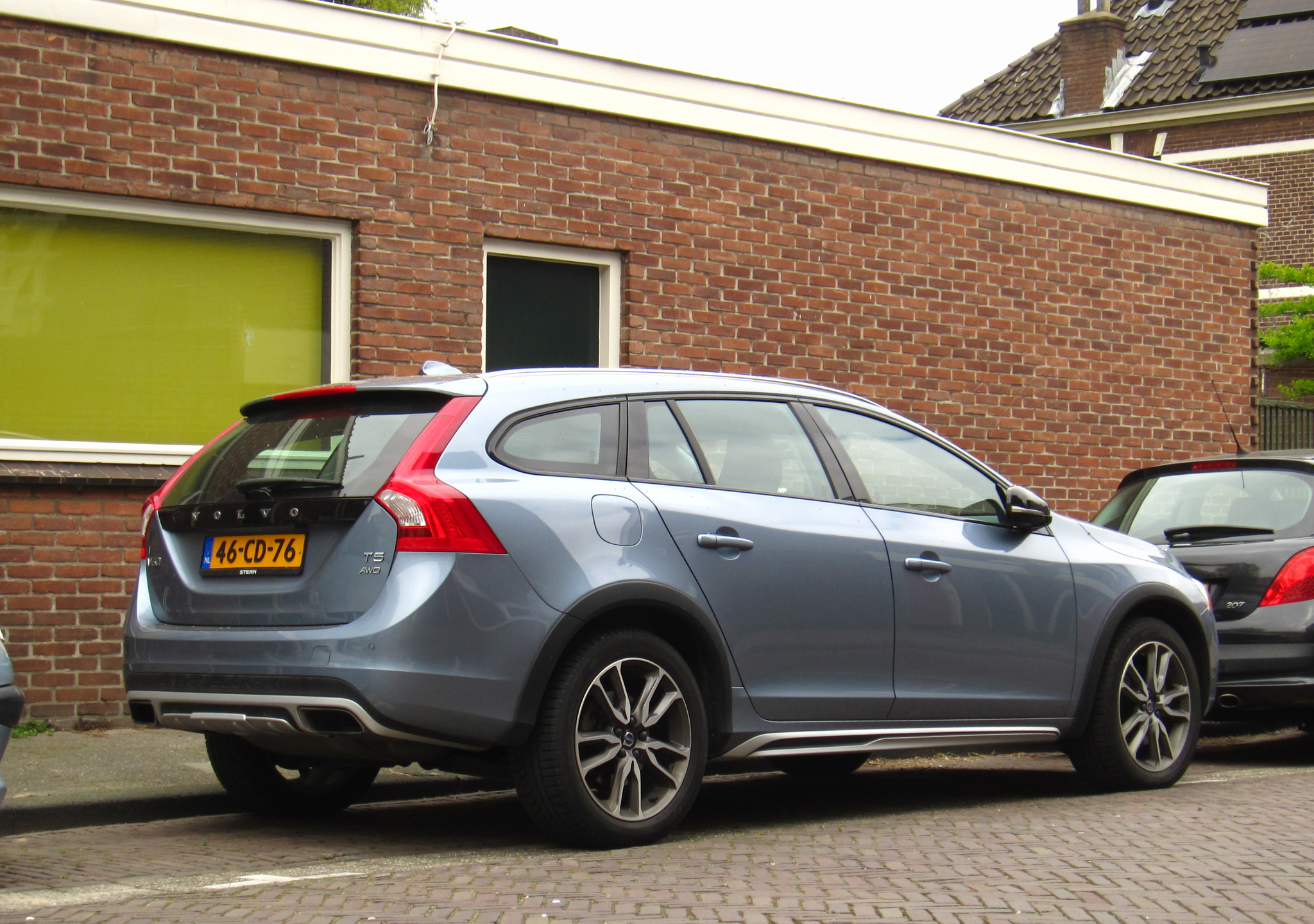
Volvo V60 Cross Country

Повнопривідна версія (доступна також і передньопривідна версія з двигуном D3 Drive-E) підвищеної прохідності була представлена на автосалоні в Лос-Анджелесі в 2014 році. Продається як на північноамериканському, так і на європейському ринках. Продажі модифікації стартували в на початку 2015 року. За 2015 рік у світі було продано 10 008 нових Volvo V60 Cross Country.

### V60 Polestar

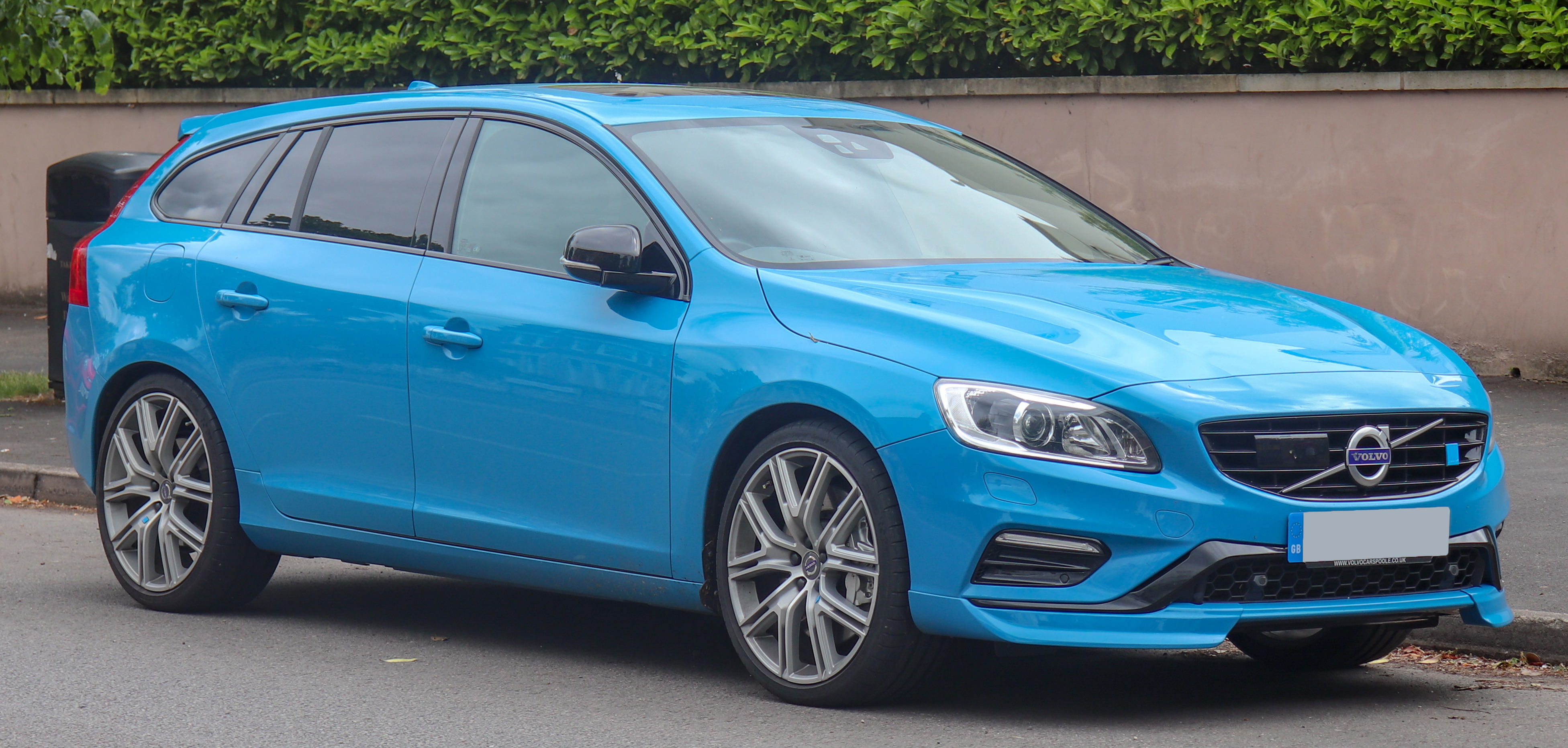
Volvo V60 Polestar

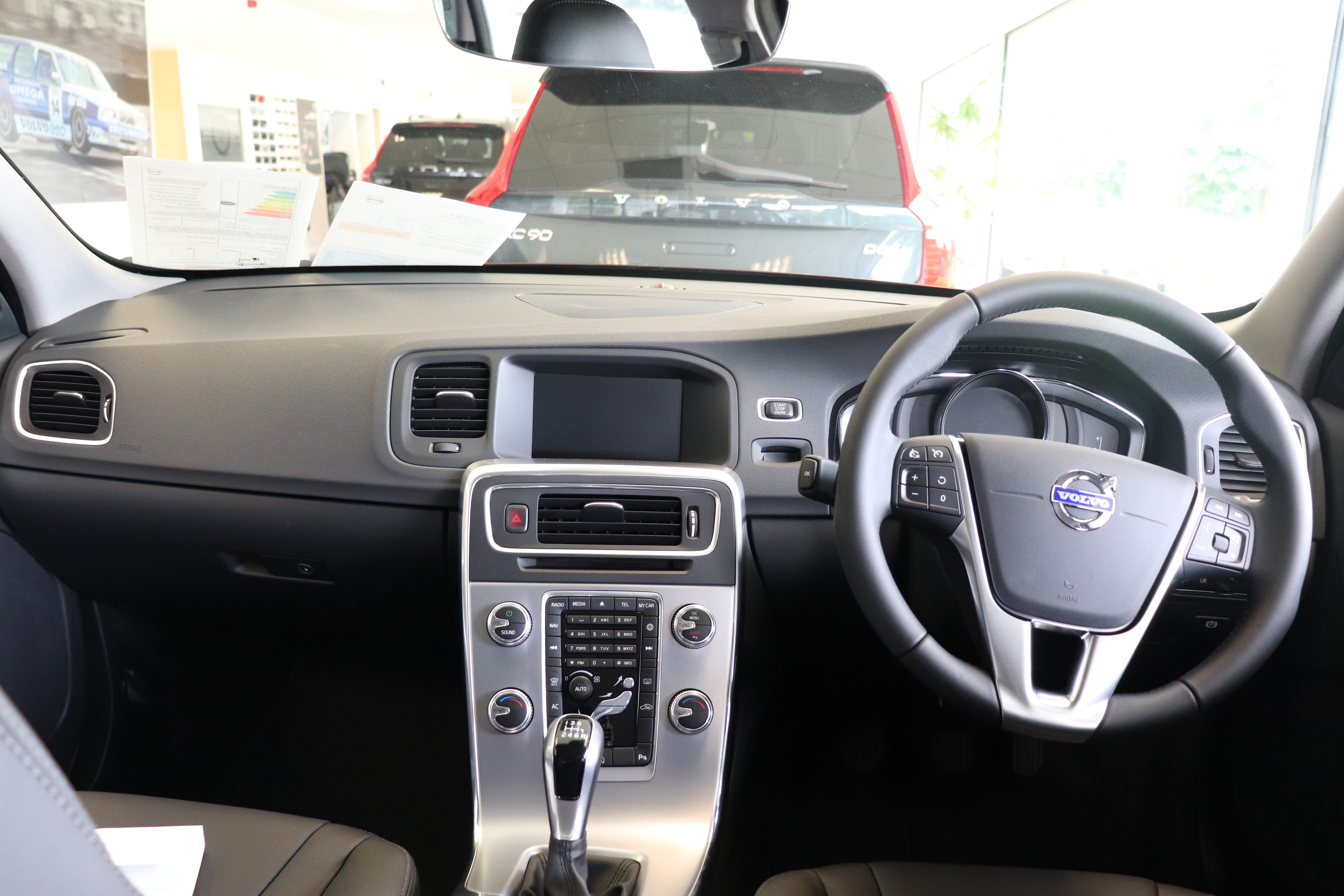
Салон

Дана модифікація є «зарядженою» версією Volvo V60. Автомобіль був показаний в 2013 році. Творцем модифікації є ательє Polestar Performance, пізніше поглинене Volvo.
V60 Polestar має двигун T6, потужністю в 350 к.с. і з обертовим моментом 500 Hм. Коробка передач 6-ступінчаста автоматична. Максимальна швидкість 250 км/год.

### Двигуни
| Двигун               | Об'єм [см³] | Циліндри   | Потужність [к.с.] при об/хв | Крутний момент [Нм] при об/хв | Розгін 0-100 км/год [с] | Макс. швидкість [км/год] | Витрата палива [л/100км] |            |            |
| Бензинові:           | Бензинові:  | Бензинові: | Бензинові:                  | Бензинові:                    | Бензинові:              | Бензинові:               | Бензинові:               | Бензинові: | Бензинові: |
| -------------------- | ----------- | ---------- | --------------------------- | ----------------------------- | ----------------------- | ------------------------ | ------------------------ | ---------- | ---------- |
| T3 Turbo             | 1600        | R4         | 150/5700                    | 240/1600                      | 9,5                     | 210                      | 6,6                      |            |            |
| T4 Turbo             | 1600        | R4         | 180/5700                    | 240/1600                      | 8,3                     | 225                      | 6,6                      |            |            |
| 2.0 Turbo            | 1999        | R4         | 240/5500                    | 320/1750                      | 7,3                     | 230                      | 7,9                      |            |            |
| T5 FWD Drive-E Turbo | 1999        | R4         | 245                         | 350                           | 6,4                     | 230                      | 6,4                      |            |            |
| T5 AWD Turbo         | 2497        | R5         | 254                         | 360                           | b.d.                    | b.d.                     | b.d.                     |            |            |
| T6 FWD Drive-E Turbo | 2953        | R6         | 306                         | 400                           | b.d.                    | b.d.                     | b.d.                     |            |            |
| T6 AWD Turbo         | 2953        | R6         | 304/5600                    | 440/2100                      | 6,1                     | 250                      | 9,9                      |            |            |
| T6 R-Design Turbo    | 2953        | R6         | 329                         | 474                           | b.d.                    | b.d.                     | b.d.                     |            |            |
| T6 Polestar Turbo    | 2953        | R6         | 351                         | 500                           | b.d.                    | b.d.                     | b.d.                     |            |            |
| Дизельні:            |             |            |                             |                               |                         |                          |                          |            |            |
| DRIVe Turbo          | 1600        | R4         | 115/3600                    | 270/1750                      | 10,9                    | 195                      | 4,3                      |            |            |
| D3 Turbo             | 1984        | R5         | 163/2900                    | 400/2000                      | 9,2                     | 220                      | 4,9                      |            |            |
| D2 (D4204T8)         | 1969        | R4         | 120/3750                    | 280/1500-2250                 | 11,5*                   | 195*                     | 3,8*                     |            |            |
| D3 (D4204T9)         | 1969        | R4         | 150/3750                    | 320/1750-3000                 | 9,1*/9,1***             | 210*/210***              | 4,0*/4,3***              |            |            |
| D4 (D4204T14)        | 1969        | R4         | 190/4250                    | 400/1750-2500                 | 7,7*/7,7**              | 225*/225**               | 3,8*/4,3**               |            |            |
| D4 AWD (D5244T21)    | 2400        | R5         | 190/4000                    | 440/1500-2750                 | 8,9***                  | 225***                   | 5,5***                   |            |            |
| D5 (D4204T11)        | 1969        | R4         | 225/4250                    | 470/1750-2500                 | 6,5**                   | 230**                    | 4,9**                    |            |            |
| D5 Turbo             | 2400        | R5         | 215/4000                    | 440/1500                      | 7,7                     | 230                      | 4,9                      |            |            |

(*) 6-ст. МКПП
(**) 8-ст. АКПП Geartronic™ 
(***) 6-ст. АКПП Geartronic™

## Друге покоління (SPA; з 2018)

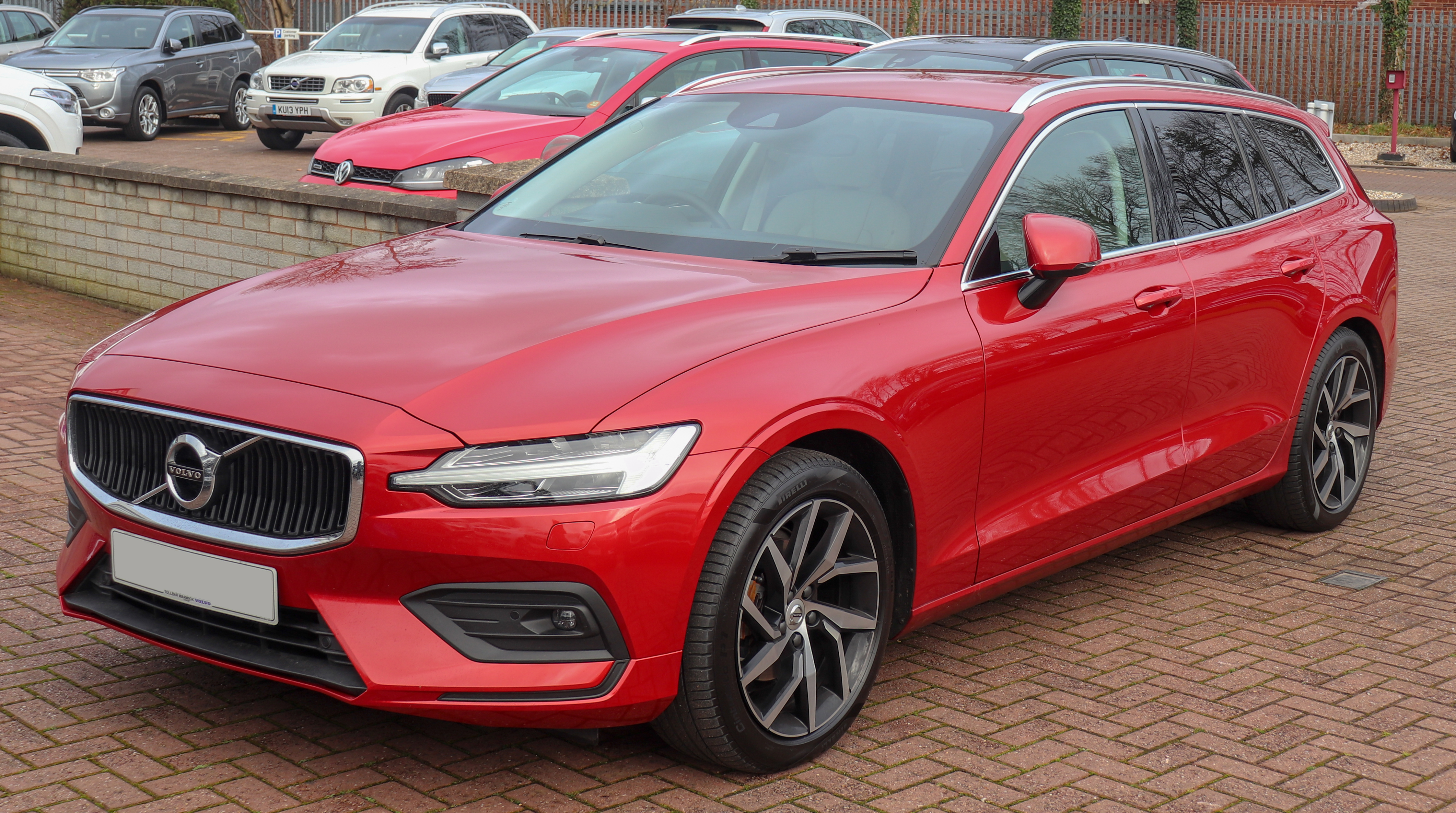
Volvo V60 II

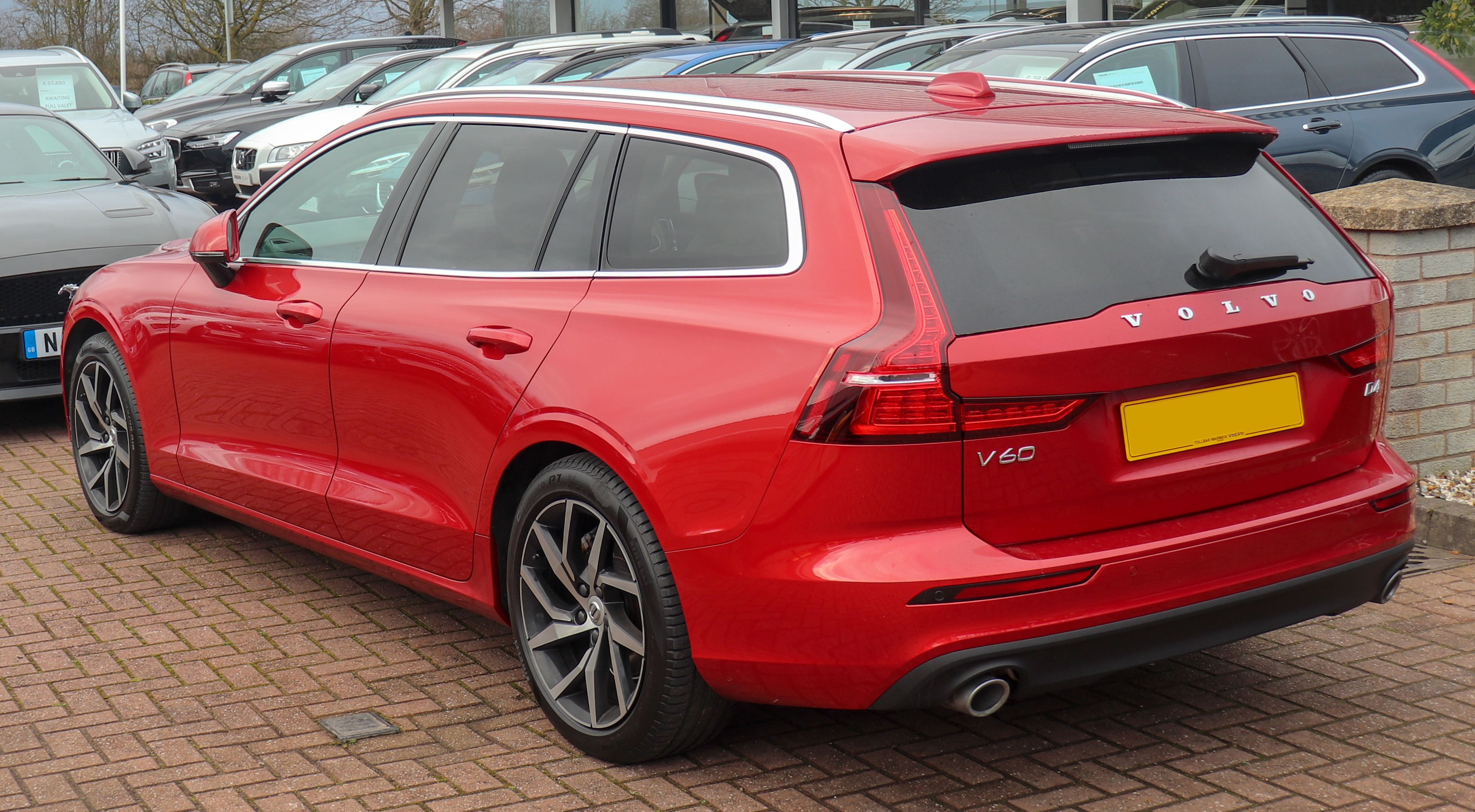
Volvo V60 II

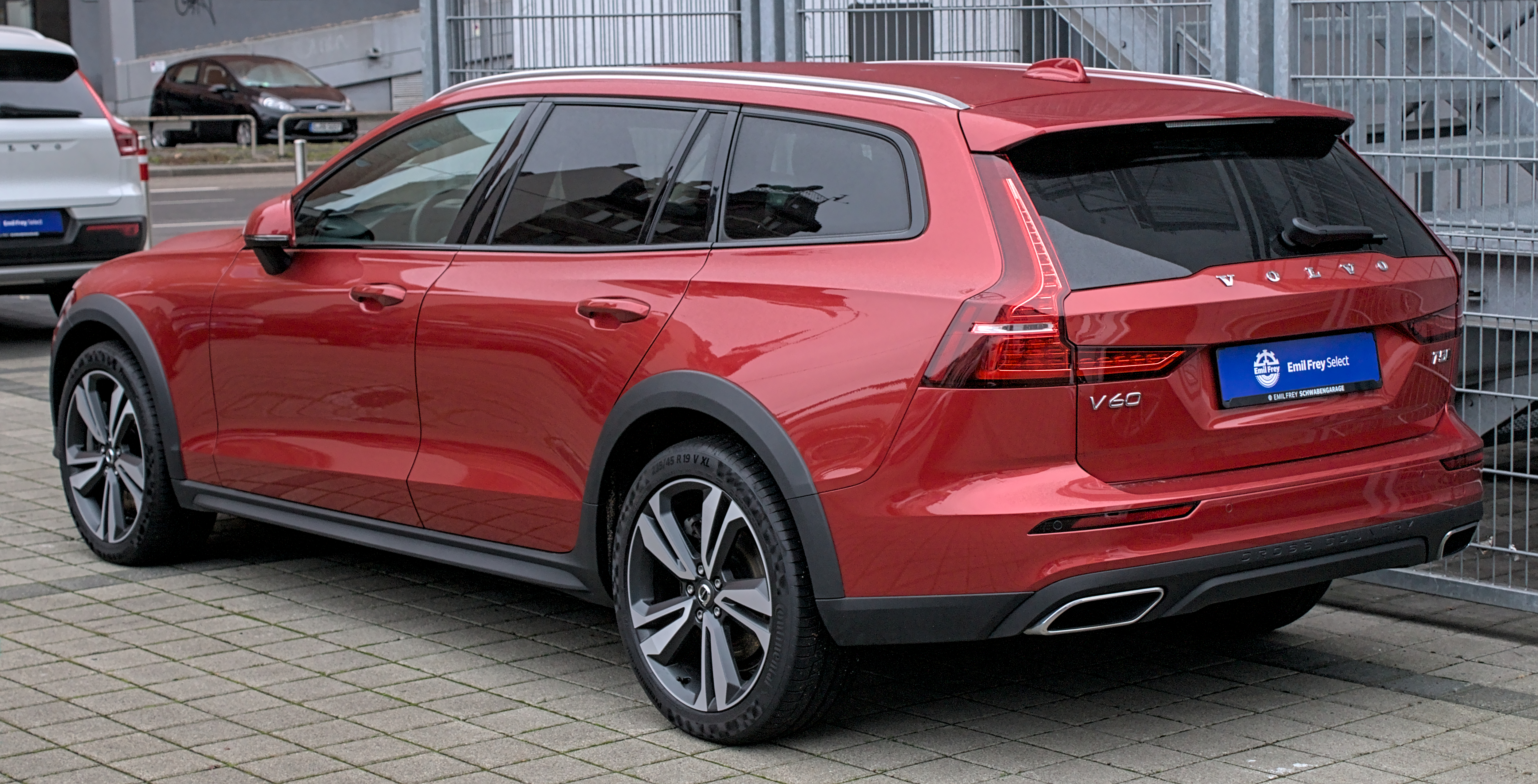
Volvo V60 CC

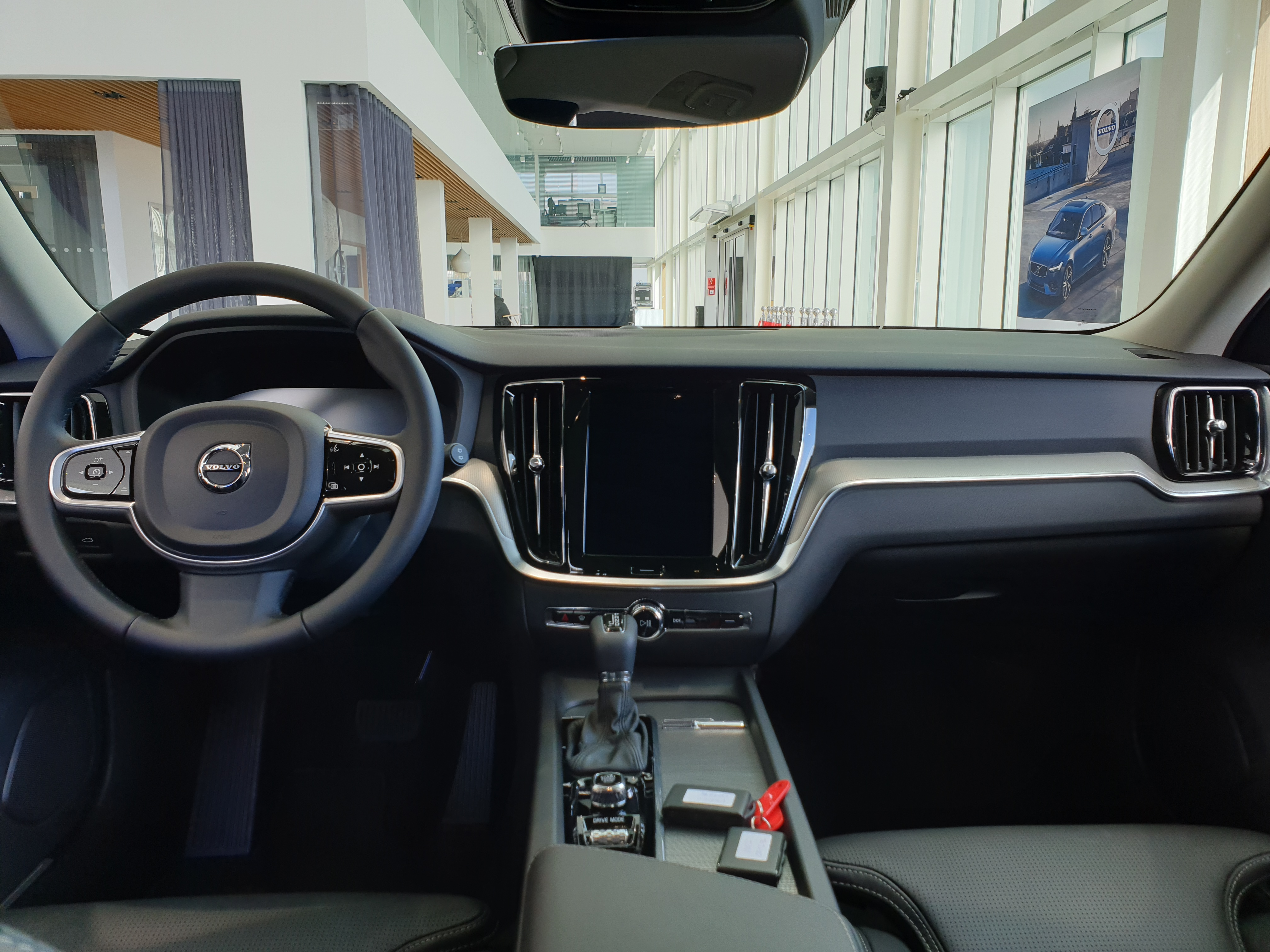
Салон

Публіці модель показали в березні 2018 року на Женевському автосалоні.
Новий Volvo V60 побудований на модульній платформі SPA, яку також використовує старший універсал Volvo V90 (а ще Volvo S60, Volvo S90, XC60 і XC90). Volvo V60 має повністю незалежну підвіску всіх коліс з композитної ресорою в задній підвісці. Опціонально, замість пружин в стандартному варіанті, універсал може бути оснащений пневматичною підвіскою. Довжина кузова V60 становить 4761 мм — на 117 мм більше кросовера XC60. Колісна база V60 досягає 2872 мм, а ширина і висота рівні 1850 (без урахування дзеркал) і 1427 мм відповідно. Вага автомобіля коливається в залежності від модифікації і становить 1690—2069 кг. Обсяг багажника до лінії стекол — 529 літрів. Якщо вимірювати обсяг до даху, то цей показник досягає 841 літра, зі складеними сидіннями — 1 364 літри до даху.
Дизайн також витриманий в дусі Volvo V90. У автомобіля зменшено кути нахилу стійок даху і з'явилися фірмові світлодіодні фари типу «молот Тора».
Універсал Вольво став просторішим, а обсяг багажника виріс до 529 л в звичайному стані і одна 1364 л — зі складеними задніми сидіннями. Список опцій поповнили система напівавтономного водіння і Wi-Fi.
Volvo V60 будуть оснащувати двигунами з турбонаддувом об'ємом 2,0 л: бензиновими четвірками на 254 і 310 к.с., а також турбодизелями потужністю 150 і 190 к.с. Запропонують і 390-сильний заряджаємий гібрид Volvo V60 Т8.
Продажі Вольво стартують в третьому кварталі 2018 року.
У 2021 модельному році Volvo розширив набір стандартних функций безпеки V60. Тепер в базовій комплектації є світлодіодні фари, попередження про перехресний рух ззаду та моніторинг сліпих зон.

### Двигуни
Бензинові
- 2.0L VEP4 T4 B4204T44 І4 190/210 к.с.
- 2.0L VEP4 T5 B4204T26 І4 250/253 к.с.
- 2.0L VEP4 T6 B4204T29 І4 310/326 к.с.

Дизельні
- 2.0L D3 D4204T16 І4 150 к.с.
- 2.0L D4 D4204T14 І4 190/200 к.с.

Mild-Hybrid
- 2.0L B3 І4 163 к.с.
- 2.0L B4 І4 197 к.с.
- 2.0L B5 І4 250 к.с.
- 2.0L B6 І4 300 к.с.
- 2.0L B4 І4 197 к.с.

Plug-in-Hybrid
- 2.0L VEP4 T6 Twin Engine AWD B4204T46 253 к.с. + 87 к.с.
- 2.0L VEP4 T6 Twin Engine AWD B4204T46 253 к.с. + 145 к.с.
- 2.0L VEP4 T8 Twin Engine AWD B4204T34 303/318 к.с. + 87 к.с.
- 2.0L VEP4 T8 Twin Engine AWD B4204T34 310 к.с. + 145 к.с.

## Продажі
| Календарний рік | Всього авто |
| --------------- | ----------- |
| 2010            | 4,609       |
| 2011            | 49,820      |
| 2012            | 53,037      |
| 2013            | 54,666      |
| 2014            | 61,977      |
| 2015            | 61,341      |
| 2016            | 51,911      |
| 2017            | 60,637      |
| 2018            | 54,095      |
| 2019            | 68,577      |